# Cent quinze
El nombre 115 (CXV) és el nombre natural que segueix el nombre 114 i precedeix el nombre 116.
La seva representació binària és 1110011, la representació octal 163 i l'hexadecimal 73.
La seva factorització en nombres primers és 5×23; altres factoritzacions són 1×115 = 5×23; és un nombre 2-gairebé primer: 5 × 23 = 115.

## En altres dominis
- És el nombre atòmic del moscovi